# Expeditors International
Expeditors (Expeditors International of Washington, Inc.) (NASDAQ: EXPD

) er en amerikansk logistik- og godstransportvirksomhed med hovedkvarter i Seattle, Washington. De har ca. 20.000 ansatte.
Expeditors blev børsnoteret på Nasdaq i 1984.